# Joseph Martin Kraus
Joseph Martin Kraus soprannominato il Mozart di Odenwald (Miltenberg, 20 giugno 1756 – Stoccolma, 15 dicembre 1792) è stato un compositore tedesco, esponente del Classicismo.
Fu maestro di cappella alla corte del re di Svezia Gustavo III e direttore della Kungliga Musikaliska Akademien, l'Accademia Reale Svedese della Musica.

## Biografia
Figlio di un impiegato dello Stato elettorale di Magonza, Joseph Bernhard Kraus, e di Anna Dorothea nata Schmidt, si distinse fin dall'infanzia per il suo talento musicale, che il rettore della scuola di latino di Buchen Georg Pfister (1730–1807) e il Kantor Bernhard Franz Wendler (1702–1782) provvidero a sviluppare. Nel 1761 la famiglia si trasferì per breve tempo a Osterburken (Odenwald), dove il padre passò a svolgere mansioni di esattore. 
Nel 1768 Joseph Martin Kraus andò a Mannheim, dove frequentò il ginnasio dei Gesuiti e il Musikseminar. Qui, in particolare grazie a padre Alexander Keck (1724–1804) e Anton Klein (1748–1810), ricevette una buona istruzione musicale.
All'inizio del 1773 Kraus – assecondando la volontà di suo padre – cominciò a studiare legge a Magonza. Sempre in quell'anno si trasferì a Erfurt per proseguire ivi gli studi, ma nel frattempo si occupava alacremente anche di musica. Nel novembre del 1775 dovette interrompere gli studi per un anno perché il padre era finito sotto processo per calunnia. In quel periodo scrisse Tolon, una tragedia in tre atti, e compose opere di musica sacra (un Requiem, un Te Deum, due Oratori (La nascita di Gesù e La morte di Gesù) e un Mottetto Fracto Demum Sacramento).
Dopo quell'anno di pausa, Kraus riprese gli studi di diritto presso l'Università di Gottinga. Vicino al gruppo letterario del Göttinger Hainbund, in quegli anni scrisse poesie, drammi e altri oratori.
I contatti col suo compagno di studi svedese Carl Stridsberg lo spinsero a recarsi in Svezia. Il 26 aprile 1778 lasciò Gottinga e giunse a Stoccolma il 3 giugno 1778.
In Svezia gli ci volle del tempo prima di cogliere i primi successi. Sulle prime, vivendo in povertà, dovette chiedere più volte aiuto ai genitori. La prima esecuzione dell'opera Proserpina (1781) gli valse la celebrità: Kraus ottenne la nomina a maestro di cappella e uno stipendio annuo di 300 ducati dal Re di Svezia Gustavo III nonché l'opportunità di fare un viaggio per l'Europa (che intraprese il 7 ottobre 1782) al fine di conoscere il teatro europeo. Durante questo viaggio fece tappa in città come Dresda, Lipsia, Erfurt, Würzburg e Ratisbona, non disdegnando una visita ai genitori a Vienna, e conobbe tra gli altri Roman Hoffstetter, l'Imperatore Giuseppe II, Joseph Haydn, Christoph Willibald Gluck, Antonio Salieri, Johann Georg Albrechtsberger e il principe Nikola Esterházy. In seguito si fermò a Trieste, Venezia e a Bologna, dove il compositore Giovanni Battista Martini commissionò il suo ritratto al pittore Antonio Pomarolli. A Roma, col re Gustavo III che aveva incontrato strada facendo, fece visita a papa Pio VI. Dopo Napoli si fermò a Parigi, dove trascorse due anni. Vide anche Londra e per l'ultima volta, nell'agosto del 1786, i suoi genitori e i suoi fratelli prima di tornare di nuovo a Stoccolma.
In Svezia, dove nel 1787 venne nominato Ordinare Capellmästare e direttore dell'Accademia musicale reale, oltre a dedicarsi alla composizione di nuove opere (tra cui il suo capolavoro Enea a Cartagine, di chiara impronta Sturm und Drang) dovette occuparsi di riformare l'orchestra e il teatro locali.
Nella sua raccolta di Lieder Fredmans epistlar, pubblicata nel 1790, Kraus dedicò a Carl Michael Bellman l'Epistola n. 75 (Skratta mina barn och vänner).

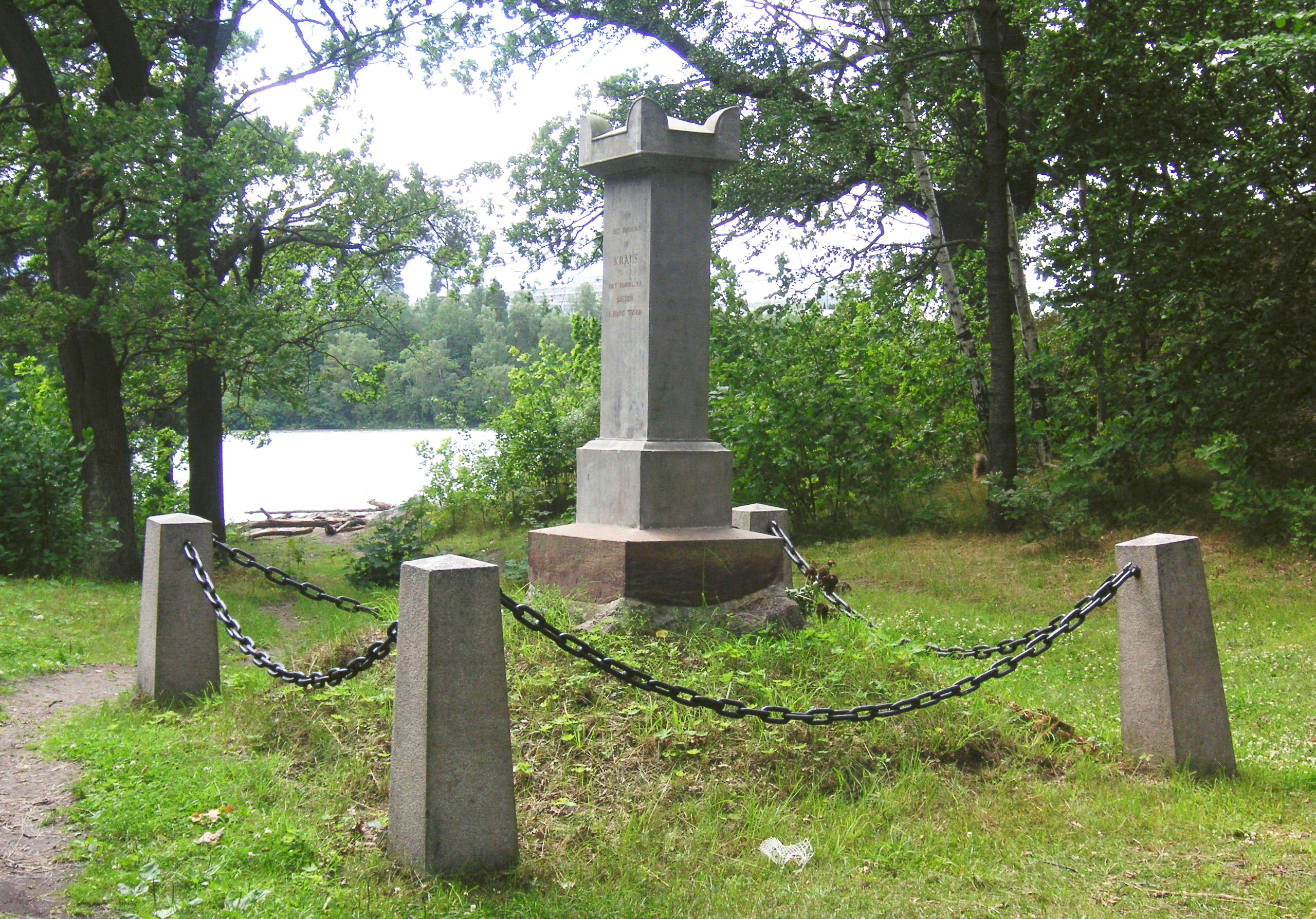
La tomba di Kraus

Nel marzo del 1792, durante un ballo in maschera, Gustavo III venne ferito gravemente in un attentato e morì pochi giorni dopo. Le ultime opere di Kraus, presente al regicidio, furono una Sinfonia e una Cantata funebri che vennero eseguite durante le esequie di Gustavo III. Kraus doveva essere tanto scosso dalla morte del “suo” re che dopo aver composto e diretto, già gravemente malato, la Sinfonia funebre, non si riprese più da questa fatica. Il 15 dicembre del 1792 morì a Stoccolma di tubercolosi, di cui soffriva fin dai tempi in cui era studente. Kraus è sepolto a Tivoli, a nord di Stoccolma. Nel 1846 è stato eretto un monumento funebre che reca questa epigrafe: "Här det jordiska af Kraus, det himmelska levfer i hans toner" ("Qui riposa ciò che di Kraus è mortale, ciò che è immortale vive nella sua musica").
Ancor oggi la città di Buchen lo ritiene il suo figlio più famoso.
Le locali scuola di musica, piazza e sala Joseph Martin Kraus sono a lui dedicate. La società internazionale Joseph Martin Kraus ha ivi la sua sede. Il museo cittadino ha sede nella precedente abitazione dei Kraus.

## L'opera
Il catalogo delle opere di Kraus redatto da Bertil van Boer conta più di 200 composizioni.
Van Boer divide la musica sacra di Kraus in due periodi. Il primo, dal 1768 al 1777 comprende musiche scritte per la liturgia cattolica. Nel secondo, dal 1778 alla morte, Kraus, pur rimanendo cattolico, scrisse per il culto luterano. All'epoca, in Svezia, non era molto diffuso l'uso della musica sacra, se si prescinde da brevi inni e corali. Era inoltre in corso una polemica sul ruolo della musica nella chiesa, alla quale Kraus partecipò con tre articoli sullo Stockholm Post. 
Bertil van Boer ha curato delle moderne edizioni delle sinfonie di Kraus che si possono ascoltare nel vol. 4 dell'incisione Naxos

## Le sinfonie
Un gran numero di sinfonie di Kraus sono andate perdute o sono state attribuite ad altri compositori. Solo su una dozzina circa di lavori gli studiosi sono certi della sua paternità. 
La maggior parte di esse sono in tre soli movimenti (senza minuetto). Il più di esse prevede un organico formato da archi e due corni, ma alcune comprendono anche due flauti e due oboi, e le ultime aggiungono due fagotti e altri due corni. 
La Sinfonia in Do diesis minore è una delle pochissime (solo due) che furono scritte durante il XVIII secolo in quella tonalità.
Una delle sinfonie di Kraus venne eseguita ad Esterhaza nell'ottobre del 1783, ma non è chiaro se la composizione che Kraus dedicò a Haydn sia da identificare con la sinfonia in Do minore VB 142 o con quella in Do Maggiore VB 143. Si può comunque osservare che la Sinfonia VB 142, per la scelta del modo minore e per la generale atmosfera espressiva che la caratterizza, pare collocarsi nel solco delle sinfonie haydniane della fase "Sturm und Drang" (attorno al 1770). In ogni modo Haydn ne diede un giudizio lusinghiero. Molti anni dopo la morte di Kraus, parlando con Fredrik Samuel Silverstolpe, diplomatico svedese e amico di entrambi i compositori, Haydn affermò: "La sinfonia che Kraus scrisse a Vienna ... sarà per secoli ricordata come un capolavoro; mi creda: ben pochi possono vantarsi di aver composto qualcosa di simile".

### Opere musicali
Musica sacra
- Requiem in re minore (1775) VB 1
- Te Deum in re (1776) VB 6
- Mottetto Stella coeli in do (1783) VB 10
- Coro In te Domine speravi in mi bemolle (1785-86) VB 11
- Oratorio La morte di Gesù (1776) VB 17
- Miserere nostri (1788, VB 13)
- Kom! Din herdestaf att bära (Vieni a portare il tuo pastorale) (1790, VB 15)

Opere teatrali
- Azire (1778) VB 18 (Opera con intermezzi danzati)
- Proserpina (1781) VB 19
- Soliman II, eller De tre Sultaninnorna (1788) VB 22
- Aeneas in Cartago eller Dido och Aeneas (1781-1791, 1799) VB 23, prima esecuzione avvenuta il 2 luglio 2006 al Teatro di Stato di Stoccarda

Cantate
- Zum Geburtstage des Königs Gustav III. (1782) VB 41
- Begräbniskantate (1792) VB 42
- La Scusa (1777) VB 43
- La Pesca (1779) VB 44
- Den frid ett menlöst hjerta njuter (1782) VB 45
- La Gelosia (1780) VB 46
- La Primavera (1790) VB 47

Arie da concerto
- Non più fra sassi algosi in mi bemolle (1780) VB 48
- In te spero, o sposa amata in si bemolle (1782) VB 49
- T'intendo, si mio cor in mi bemolle (1781) VB 50
- Conservati fedele in sol (1782) VB 51
- Ch'io parta? M'accheto in fa (1787) VB 61

Lieder
- Schweizerrundgesang in fa (1788) VB 72
- An – als ihm die – starb in mi bemolle (1783) VB 74
- An die Quelle in mi bemolle (1783) VB 75
- An den Wind in si bemolle (1788) VB 80
- Ich bin ein deutscher Jüngling in do (1783) VB 81
- Phidile in do (1783) VB 84
- Das Rosenband in la (1786) VB 85
- An mein Mädchen in si bemolle (1783) VB 87
- Ein Wiegenlied in sol (1783) VB 96
- Depuis longtemps in sol (1786) VB 98
- Point de tristesse in la (1786) VB 101
- Aan de lente in sol (1786) VB 103
- Conservati fedele in fa (1788) VB 104
- Ti sento sospiri in sol (1788) VB 108
- Bröder, se bålen in sol (1789) VB 109
- Mina Herrar, när ni skrinna in la (1787) VB 114
- Öfver Mozarts död in mi bemolle (1792) VB 115

Sinfonie
- Sinfonia in la maggiore (c/a 1770) VB 128
- Sinfonia in fa maggiore (c/a 1770) VB 129 ‘Sinfonia Buffa’
- Sinfonia in fa maggiore (1772) VB 130
- Sinfonia in do maggiore (1780) VB 138 ‘Violino obligato'
- Sinfonia in do maggiore (1781) VB 139
- Sinfonia in do# minore (1782) VB 140
- Sinfonia in mi minore (1782) VB 141
- Sinfonia in do minore (1783) VB 142
- Sinfonia in mi bemolle maggiore (1783) VB 144
- Sinfonia in fa maggiore (1786) VB 145
- Sinfonia in re maggiore (1789) VB 146 ‘Sinfonia per la chiesa’
- Sinfonia in do minore (1792) VB 148 ‘Symphonie funèbre’ (per la sepoltura del re Gustavo III)

Sonate
- Sonata per violino scordatura in re minore (1777) VB 157
- Sonata per flauto e viola (1778) VB 158
- Sonata per violino in re (1782) VB 159
- Sonata per violino in do (1782) VB 160
- Sonata per violino in mi bemolle (1785) VB 161
- Sonata per piano in mi bemolle (1784) VB 195
- Sonata per piano in mi (1788) VB 196

Quartetti per archi
- Quartetto per archi in fa minore (1779) VB 178
- Quartetto per archi in do minore (1780) VB 179
- Quartetto per archi in sol minore (1782) VB 183
- Quartetto per archi in re (1782) VB 184
- Quartetto per archi in la (1782) VB 185

Miscellanea
- Musica per il parlamento (1789, per l'apertura del parlamento svedese)

### Opere letterarie
- Etwas von und über Musik: fürs Jahr 1777, Francoforte sul Meno 1778, disponibile online in formato PDF (7,61 MB)